# Медведевка (Литинский район)
Медведевка (укр. Медведівка) — село на Украине, находится в Литинском районе Винницкой области.
Код КОАТУУ — 0522487403. Население по переписи 2001 года составляет 81 человек. Почтовый индекс — 22312. Телефонный код — 4347.
Занимает площадь 0,082 км².

## Адрес местного совета
22312, Винницкая область, Литинский р-н, с. Шевченко, ул. Школьная, 1